# Daniel Katz
Daniel Katz, född 25 november 1938 i Helsingfors, är en finländsk författare. 
Katz, som växte upp i en tvåspråkig judisk familj har främst producerat sig på finska, men även skrivit tv-manus direkt för Finlands svenska television. Hans romaner är drastiska, inte sällan humoristiska skrönor, där han vrider upp vardagen i yttersta komik. Judiska traditioner skildras med värme, men inte utan kritiska markeringar. Bland hans prosaverk märks Kun isoisä Suomeen hiihti (1969) och Orvar Kleinin kuolema (1976). Han tilldelades 2009 statens litteraturpris för sin bok Berberileijonan rakkaus ja muita tarinoita som innehåller 26 fabler. Han är även uppmärksammad som dramatiker. Han tilldelades Pro Finlandia-medaljen 2015.